# نشر اکاذیب (آلبوم)
«نشر اکاذیب» یا «دروغ پراکنی» آلبومی از سپولترا است که در سال ۲۰۰۳ میلادی منتشر شد.